# Monti Južno-Čujskij
I monti Južno-Čujskij (in russo Южно-Чуйский хребет?), o Čujskij Meridionali, sono una catena montuosa dei monti Altaj e si trovano nella parte meridionale della Repubblica dell'Altaj, in Russia. Assieme ai Severo-Čujskij (Čujskij Settentrionali) fanno parte del sistema montuoso Čujskie Belki.

## Geografia

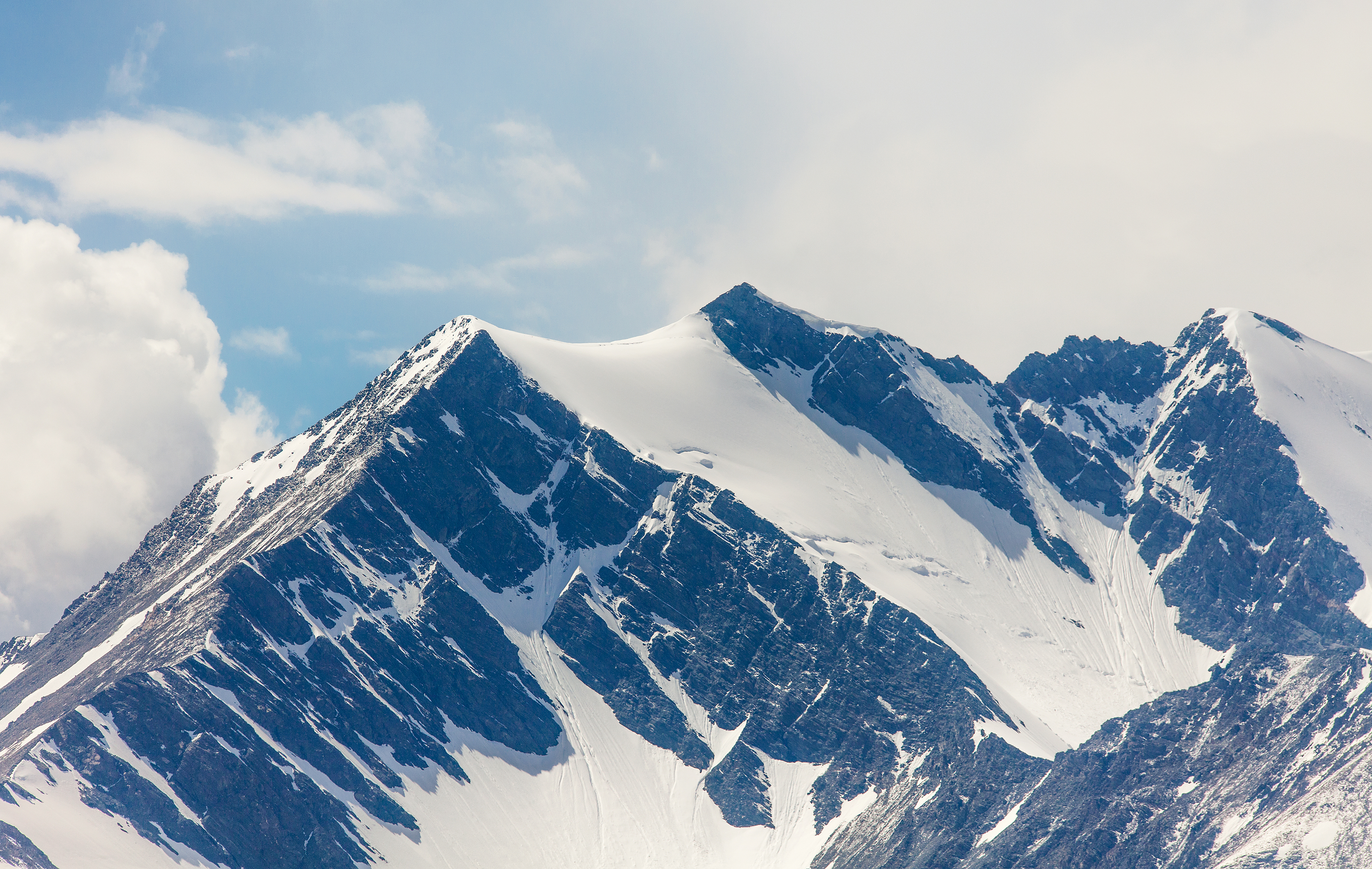
La vetta dell'Irbistu

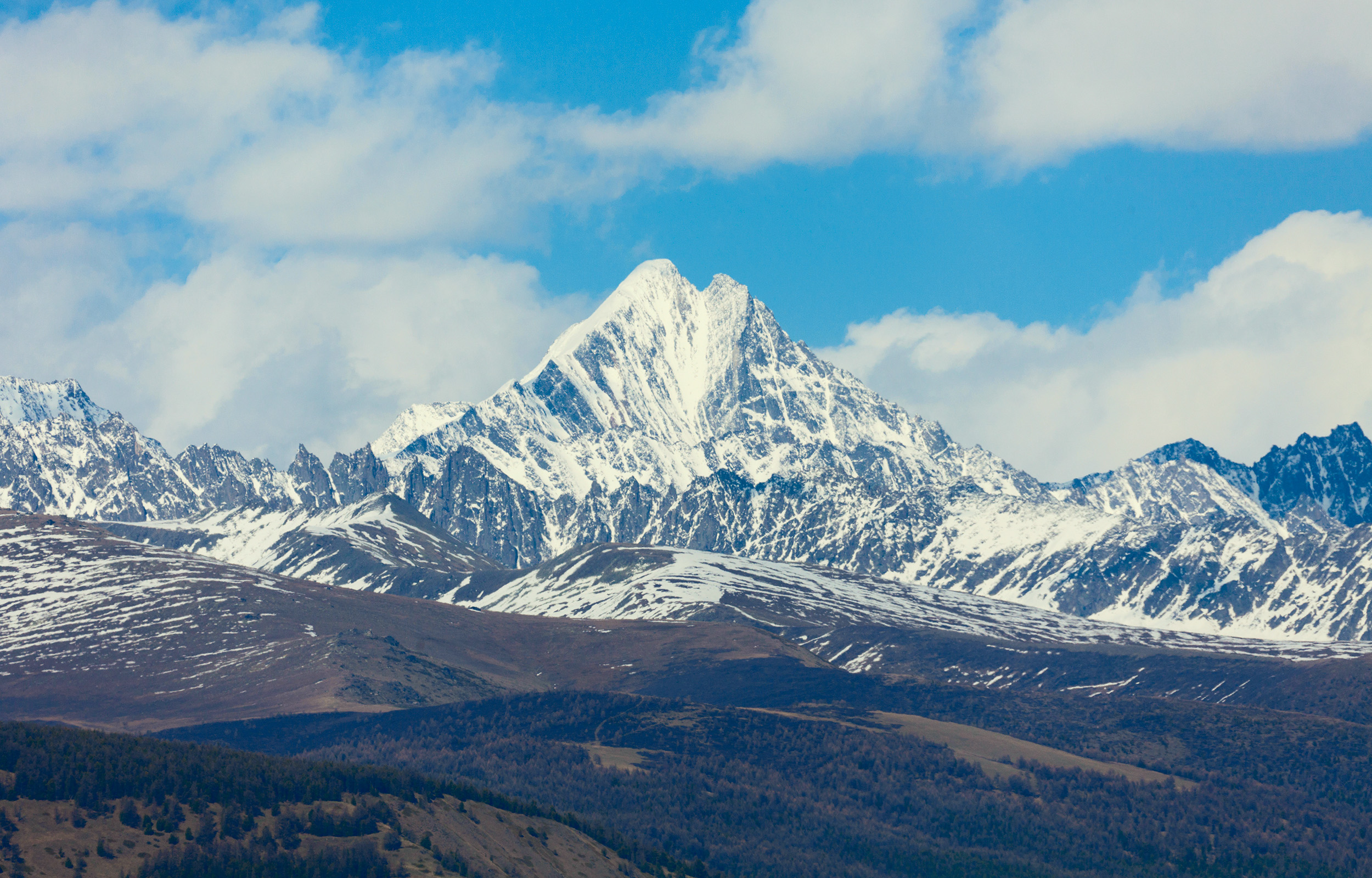
La vetta del Iiktu

La catena dei Južno-Čujskij, che ha una lunghezza di circa 120 km, è lo spartiacque tra i fiumi Karagem e Čagan-Uzun (a nord) e Džazator e Argut (a sud). A sud della catena si trova l'altopiano di Ukok. 
I punti più alti sono le vette dell'Irbistu (Ирбисту), 3967 m s.l.m., che si trova nella parte orientale (49°45′30″N 88°05′10″E), e quella del Iiktu (Иикту), 3941 m, situato nella parte centrale della catena (49°49′15″N 87°37′34″E). 
Provengono dal versante settentrionale della cresta alcuni affluenti della Čuja:  Čagan, Taldura, Tarchata e Irbistu; dal versante meridionale scendono i piccoli affluenti dello Džazator. 

### Ghiacciai
I ghiacciai degli Južno-Čujskij hanno una superficie totale di 222,8 km². Ai piedi del Iiktu si trova uno dei più grandi ghiacciai dell'Altaj, il ghiacciaio Bol'šaja Taldura (Большая Талдура), lungo 8,5 km, con  una superficie di 34,9 km² e uno spessore di 175 metri.

### Vegetazione e clima
Sulle pendici degli Južno-Čujskij, a differenza dei Severo-Čujskij, non c'è praticamente nessuna foresta, solo prati e macchie di betulla nana. La catena si trova nelle immediate vicinanze degli aridi semi-deserti della Mongolia, che influenza le caratteristiche climatiche della zona. Le precipitazioni sui suoi pendii sono molto inferiori rispetto alle creste Severo Čujskij o Katunskij.